# Puerto Castilla
Puerto Castilla ist ein zentralspanischer Ort und eine Gemeinde (Municipio) mit 98 Einwohnern (Stand: 2024) in der Provinz Ávila in der Autonomen Region Kastilien-León. Zur Gemeinde gehört neben dem Hauptort Puerto Castilla der Weiler Santiago de Aravalle.

## Lage und Klima
Die Gemeinde Puerto Castilla liegt auf der Nordseite der Sierra de Gredos im Südwesten der Provinz Ávila in einer Höhe von ca. 1170 m am Río Jerte. Die Entfernung nach Ávila beträgt knapp 90 km (Fahrtstrecke) in ostnordöstlicher Richtung. Das Klima ist gemäßigt bis warm; der Regen (1131 mm/Jahr) fällt mit Ausnahme der trockenen Sommermonate übers Jahr verteilt.

## Bevölkerungsentwicklung
| Jahr      | 1970 | 1981 | 1991 | 2001 | 2011 | 2021 |
| Einwohner | 622  | 260  | 170  | 143  | 101  | 113  |

## Sehenswürdigkeiten
- Jakobuskirche in Santiago de Aravalle
- Kirche Mariä Erscheinung in Puerto Castilla

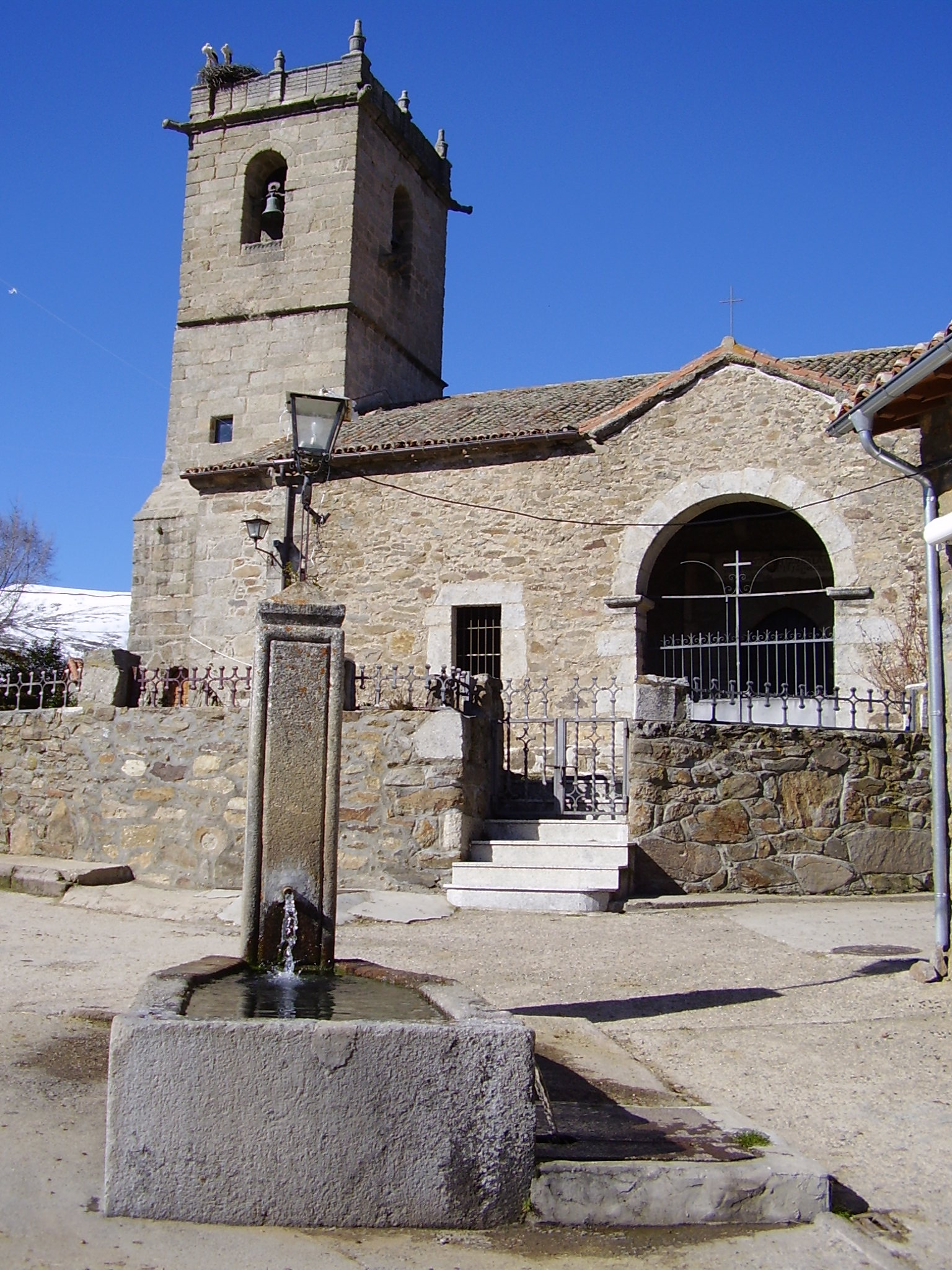
Jakobuskirche
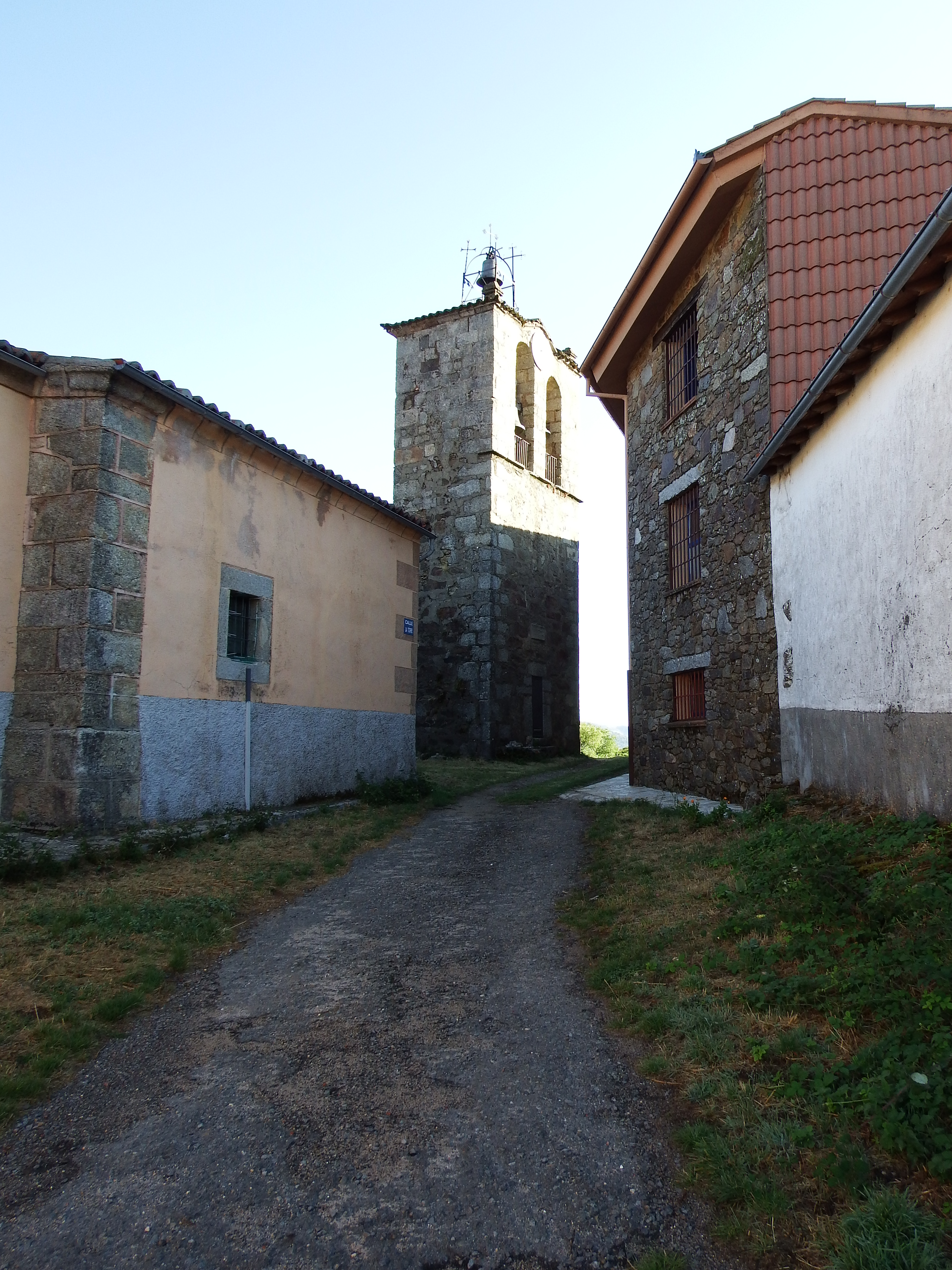
Kirche Mariä Erscheinung